# Dwór Artusa (zawody)

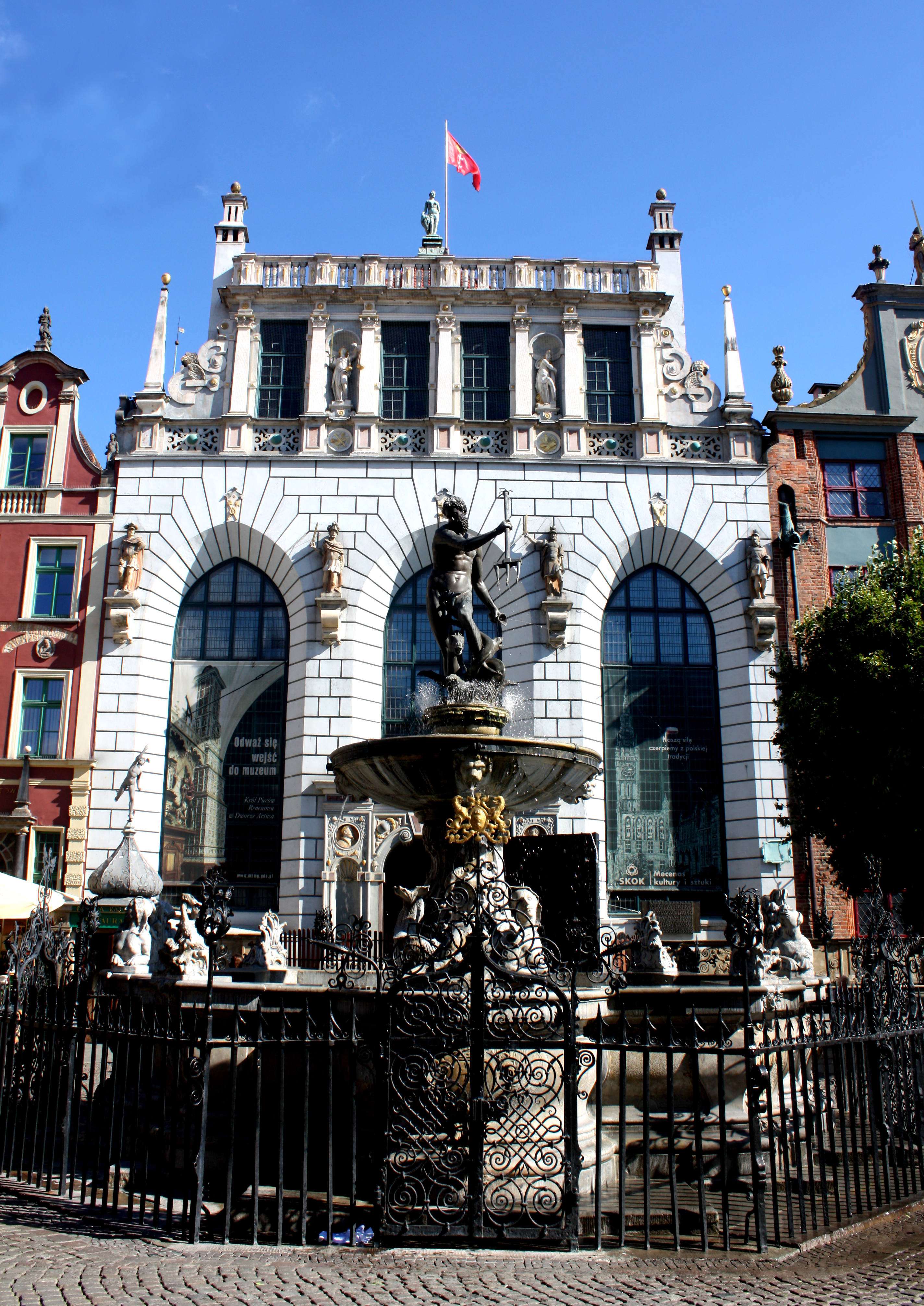
Dwór Artusa w Gdańsku

Dwór Artusa – międzynarodowe zawody szermiercze zaliczane do klasyfikacji generalnej Pucharu Świata Międzynarodowej Federacji Szermierczej rozgrywane w konkurencji floretu kobiet, corocznie od 2005 roku, w Gdańsku, w pierwszym kwartale roku.

## Wstęp
Turnieje indywidualne były rozgrywane jako Grand Prix (najwyższa ranga zawodów, najwyżej punktowane) z wyjątkiem roku 2007 kiedy rozegrano turniej klasy A (nieco niżej punktowany i dlatego był on wówczas słabiej obsadzony niż turnieje w pozostałych latach) oraz roku 2016 (mimo mniejszej puli nagród w tym roku turniej był jednak bardzo mocno obsadzony gdyż zawodnicy rywalizowali o punkty do kwalifikacji olimpijskich). Najlepsi zawodnicy startujący w zawodach otrzymują nagrody pieniężne - w 2005 roku pula nagród wynosiła 18 tysięcy euro, z czego 9 tysięcy euro dla najlepszych w turnieju indywidualnym (z tego zwycięzca otrzymał 3 tysięcy euro) i 9 tysięcy dla najlepszych w turnieju drużynowym.
Zawody przeprowadzane są w Hali Sportowo-Widowiskowej Akademii Wychowania Fizycznego i Sportu w dzielnicy Oliwa (w 2016 roku, z uwagi na rozgrywane równolegle w Gdańsku Mistrzostwa Europy w Piłce Ręcznej lokalizację przeniesiono do pobliskiej hali Gdańskiej Szkoły Floretu). Nazwa zawodów nawiązuje do gdańskiego Dworu Artusa, którego gmach znajduje się na starówce na Głównym Mieście.
Od 2011 roku, pomiędzy walkami finałowymi, rozgrywany jest też krótki turniej integracyjny, podczas którego niepełnosprawni szermierze walczą z zawodnikami pełnosprawnymi jednak w warunkach właściwych dla szermierki na wózkach.
| Wyniki z poszczególnych lat | Wyniki z poszczególnych lat | Wyniki z poszczególnych lat | Wyniki z poszczególnych lat | Wyniki z poszczególnych lat             | Wyniki z poszczególnych lat | Wyniki z poszczególnych lat                   |
| --------------------------- | --------------------------- | --------------------------- | --------------------------- | --------------------------------------- | --------------------------- | --------------------------------------------- |
| Rok                         | w dniach                    | 1. miejsce                  | 2. miejsce                  | 3. miejsce (ex aequo)                   | Najwyższa lokata polki      | Zwycięzca turnieju drużynowego                |
| 2005                        | 29.04-01.05                 | Seo Mi-jung                 | Anja Müller-Schache         | Jewgienija Łamonowa, Swietłana Bojko    | 19. Sylwia Gruchała         | Polska                                        |
| 2006                        | 19-21.05                    | Anja Müller-Schache         | Valentina Vezzali           | Nam Hyun-hee, Wiktorija Nikiszyna       | 5. Sylwia Gruchała          | Polska                                        |
| 2007                        | 02-03.03                    | Valentina Vezzali           | Katarzyna Kryczało          | Carolina Erba, Anna Rybicka             | 2. Katarzyna Kryczało       | Nie rozgrywano (odbył się turniej towarzyski) |
| 2008                        | 29.02-02.03                 | Valentina Vezzali           | Corinne Maîtrejean          | Yoko Makishita, Delila Hatu’el          | 24. Sylwia Gruchała         | Rosja                                         |
| 2009                        | 27.02-01.03                 | Arianna Errigo              | Julija Biriukowa            | Valentina Cipriani, Nam Hyun-hee        | 5. Sylwia Gruchała          | Włochy                                        |
| 2010                        | 26-28.02                    | Valentina Vezzali           | Arianna Errigo              | Elisa Di Francisca, Nam Hyun-hee        | 7. Sylwia Gruchała          | Włochy                                        |
| 2011                        | 25-26.02                    | Valentina Vezzali           | Elisa Di Francisca          | Arianna Errigo, Nam Hyun-hee            | 16. Martyna Synoradzka      | Nie rozgrywano                                |
| 2012                        | 24-25.02                    | Corinne Maîtrejean          | Nam Hyun-hee                | Elisa Di Francisca, Carolin Golubytskyi | 7. Anna Rybicka             | Nie rozgrywano                                |
| 2013                        | 01-02.02                    | Arianna Errigo              | Astrid Guyart               | Elisa Di Francisca, Ilaria Salvatori    | 6. Anna Rybicka             | Nie rozgrywano                                |
| 2014                        | 31.01-01.02                 | Arianna Errigo              | Nzingha Prescod             | Łarisa Korobiejnikowa, Le Huilin        | 16. Karolina Chlewińska     | Nie rozgrywano                                |
| 2015                        | 16.01-18.01                 | Astrid Guyart               | Jeon Hee-sook               | Ysaora Thibus, Ines Boubakri            | 15. Magdalena Knop          | Rosja                                         |
| 2016                        | 15.01-17.01                 | Arianna Errigo              | Aida Szanajewa              | Martina Batini, Inna Dierigłazowa       | 8. Martyna Jelińska         | Włochy                                        |

## Klasyfikacja końcowa turnieju indywidualnego w roku 2015
Pierwsza dwudziestka (startowało 155 zawodniczek z 23 krajów):
| Miejsce | Zawodniczka           | Kraj              |
| ------- | --------------------- | ----------------- |
| 1       | Astrid Guyart         | Francja           |
| 2       | Jeon Hee-sook         | Korea Południowa  |
| 3-4     | Ysaora Thibus         | Francja           |
| 3-4     | Ines Boubakri         | Tunezja           |
| 5       | Arianna Errigo        | Włochy            |
| 6       | Valentina Vezzali     | Włochy            |
| 7       | Nzingha Prescod       | Stany Zjednoczone |
| 8       | Le Huilin             |                   |
| 9       | Elisa Di Francisca    | Włochy            |
| 10      | Martina Batini        | Włochy            |
| 11      | Lee Kiefer            | Stany Zjednoczone |
| 12      | Inna Dierigłazowa     | Rosja             |
| 13      | Julija Biriukowa      | Rosja             |
| 14      | Carolina Erba         | Włochy            |
| 15      | Magdalena Knop        | Polska            |
| 16      | Diana Jakowlewa       | Rosja             |
| 17      | Łarisa Korobiejnikowa | Rosja             |
| 18      | Nam Hyun-hee          | Korea Południowa  |
| 19      | Anita Blaze           | Francja           |
| 20      | Swietłana Tripapina   | Rosja             |

## Klasyfikacja końcowa turnieju indywidualnego w roku 2016
Pierwsza dwudziestka (startowało 169 zawodniczek z 35 krajów):
| Miejsce | Zawodniczka           | Kraj              |
| ------- | --------------------- | ----------------- |
| 1       | Arianna Errigo        | Włochy            |
| 2       | Aida Szanajewa        | Rosja             |
| 3-4     | Martina Batini        | Włochy            |
| 3-4     | Inna Dierigłazowa     | Rosja             |
| 5       | Aida Mohamed          | Węgry             |
| 6       | Anastasia Ivanova     | Rosja             |
| 7       | Eleanor Harvey        | Kanada            |
| 8       | Martyna Jelińska      | Polska            |
| 9       | Elisa Di Francisca    | Włochy            |
| 10      | Lee Kiefer            | Stany Zjednoczone |
| 11      | Ysaora Thibus         | Francja           |
| 12      | Valentina Vezzali     | Włochy            |
| 13      | Nam Hyun-hee          | Korea Południowa  |
| 14      | Kim Mi-na             | Korea Południowa  |
| 15      | Karolina Chlewińska   | Polska            |
| 16      | Serena Teo            | Włochy            |
| 17      | Jeon Hee-sook         | Korea Południowa  |
| 18      | Nzingha Prescod       | Stany Zjednoczone |
| 19      | Łarisa Korobiejnikowa | Rosja             |
| 20      | Ines Boubakri         | Tunezja           |